# ۶۴۱ (خورشیدی)
۶۴۱ ششصد و چهل و یکمین سال هجری خورشیدی است.